# Bisaccia
Bisaccia es un municipio («comune», en italiano) situado en la provincia de Avellino, en Campania (Italia). Tiene una población estimada, a fines de 2022, de 3534 habitantes.
Tiene origen medieval, aunque excavaciones arqueológicas han revelado que ya en el siglo X a. C. el lugar estaba habitado.
El clima es duro, debido a su gran altitud (860 m sobre el nivel del mar). 
En Bisaccia se habla el dialecto "bisaccese".

## Geografía
Está situado sobre una colina que se extiende en dirección norte-sur.

## Lugares de interés

### Iglesias
La Concatedral de la Natividad de la Virgen María (Concattedrale della Natività della V. Maria), construida por los normandos, se encuentra próxima al castillo.
La iglesia de San Antonio (Chiesa di Sant'Antonio), patrón del lugar, se encuentra en la Plaza del Convento (Piazza Convento). 

### Palacios y villas
El Castillo Ducal (Castello Duccale di Bisaccia) se encuentra a pocos pasos de la catedral. Fue construido por los lombardos sobre la segunda mitad del siglo VIII. Destruido en 1198, se reconstruyó en el siglo XIII.

## Cultura

### Fiestas
- 13 de junio: Fiesta del patrón San Antonio de Padua.

## Demografía
| Gráfica de evolución demográfica de Bisaccia entre 1861 y 2022 |
|                                                                |
| Fuente: ISTAT - Elaboración gráfica de Wikipedia               |